# Stor-Avatjärnen
Stor-Avatjärnen är en sjö i Skellefteå kommun i Västerbotten och ingår i Sävaråns huvudavrinningsområde. Sjön har en area på 0,0353 kvadratkilometer och ligger 261,3 meter över havet. Sjön avvattnas av vattendraget Knipån.

## Delavrinningsområde
Stor-Avatjärnen ingår i det delavrinningsområde (716965-169146) som SMHI kallar för Ovan 716778-169413. Medelhöjden är 280 meter över havet och ytan är 13,28 kvadratkilometer. Det finns inga avrinningsområden uppströms utan avrinningsområdet är högsta punkten. Knipån som avvattnar avrinningsområdet har biflödesordning 2, vilket innebär att vattnet flödar genom totalt 2 vattendrag innan det når havet efter 112 kilometer. Avrinningsområdet består mestadels av skog (61 procent) och sankmarker (14 procent). Avrinningsområdet har 0,57 kvadratkilometer vattenytor vilket ger det en sjöprocent på 4,3 procent.